# Procul negotiis
Procul negotiis. Gedichten is een dichtbundel van Willem E. Blom uit 1941 [=1943].

## Geschiedenis
De dichter Blom was gedebuteerd in 1929 met de bundel Primula. Zijn tweede bundel was deze uit 1941, terwijl zijn derde bundel ook zou verschijnen in 1941 [maar in werkelijkheid was dat 1944]. Deze tweede bundel was opgedragen "Aan mijn vriend Jac. van Hattum". Van Hattem zou deze gedichten volgens De Jong hebben gekozen. Van Hattem zou op zijn beurt een gedicht aan Blom wijden dat werd afgedrukt in de derde bundel en de volgende beginregels heeft:
Geleerde Blommius, die hogescholen tart
En paart zijn wetenschap aan Hollands zingend hart;
Die, Leiden te geleerd, uit hare veste puilt
En daags, bescheiden, zich in Amsterdam verschuilt.
Blijkens de titelpagina was de bundel "uitgegeven door den schrijver voor zijn vrienden". De titel is ontleend aan het gedicht op pagina 31: De wekker op half zeven. De beginregel van de derde strofe luidt daar: "Beatus qui procul negotiis"... hetgeen volgens de daar gegeven voetnoot betekent: "Gelukkig hij, die verre van de zakenbeslommeringen, etc." Dit laatste gedicht was er een uit een kleine sonnettencyclus, De zeven wilgen, opgedragen aan de heer en mevrouw J.C. Bijl-van Rijnshoeven die het buitengoed met die naam in Bergen aan Zee bewoonden.

### Uitgave
De bundel werd volgens De Jong uitgegeven door G.W. Breughel te 's-Graveland in 1943 (en niet in 1941) en gedrukt bij Boosten en Stols te Maastricht. De oplage was 250 exemplaren. Ze is gebonden in een kartonnen band. De titel op de titelpagina is in rode, open kapitaal gedrukt.